# Lord-lieutenant d'Anglesey
Ceci est une liste de personnes qui ont servi comme Lord Lieutenant d'Anglesey. Depuis 1761, tous les Lords lieutenant ont également été Custos Rotulorum of Anglesey. L'office a été aboli le 31 mars 1974.

## Lord Lieutenants d'Anglesey depuis 1974
- aussi Lord Lieutenant du pays de Galles avant 1694
- Charles Talbot (1er duc de Shrewsbury) 31 mai 1694 – 10 mars 1696
- Charles Gerard (2e comte de Macclesfield) 10 mars 1696 – 5 novembre 1701
- William Stanley (9e comte de Derby) 18 juin 1702 – 5 novembre 1702
- Hugh Cholmondeley (1er comte de Cholmondeley) 2 décembre 1702 – 4 septembre 1713
- Other Windsor 2e comte de Plymouth) 4 septembre 1713 – 21 octobre 1714
- Hugh Cholmondeley (1er comte de Cholmondeley) 21 octobre 1714 – 18 janvier 1725
- George Cholmondeley (2e comte de Cholmondeley) 7 avril 1725 – 7 mai 1733
- George Cholmondeley (3e comte de Cholmondeley) 14 juin 1733 – 25 octobre 1760
- Nicholas Bayly (2e baronnet) 25 novembre 1761 – 1er août 1782
- Henry Paget (1er comte d'Uxbridge) 1er août 1782 – 13 mars 1812
- Henry William Paget 1er marquis d'Anglesey 28 avril 1812 – 29 avril 1854
- Henry Paget (2e marquis d'Anglesey) 18 mai 1854 – 7 février 1869
- William Owen Stanley 2 mars 1869 – 24 février 1884
- Richard Davies 1er avril 1884 – 27 octobre 1896
- Sir Richard Henry Williams-Bulkeley, 12e baronnet 30 novembre 1896 – 7 juillet 1942
- Charles Paget 6e marquis d'Anglesey 24 août 1942 – 21 février 1947
- Sir Richard Harry David Williams-Bulkeley, 13e baronnet 5 août 1947 – 31 mars 1974†

† Devenu le premier Lord Lieutenant de Gwynedd le 1er avril 1974

## Deputy Lieutenants
- Richard Bennett, Esq 19 février 1901 [1]